# Тайное вторжение (фильм)
«Тайное вторжение» (англ. The Secret Invasion) — американский военный фильм 1964 года, снятый режиссёром Роджером Корманом.

## Сюжет
1943 год. Британская разведка в обмен на помилование вербует пятерых приговорённых к длительным тюремным срокам заключённых для выполнения опасного задания на оккупированной немцами части Европы. Для численного перевеса в предстоящей Итальянской кампании союзникам необходимо похитить и склонить на свою сторону высокопоставленного итальянского офицера — генерала Куадри, пользующегося авторитетом в войсках и находившегося в плену у немцев в городе-крепости Дубровнике. С помощью югославских партизан диверсионная группа во главе с майором Мейсом проникает в цитадель и начинает операцию по похищению итальянского генерала. Обнаружив непрошеных гостей, немцы заставляют их сложить оружие и сдаться в плен, а после отправляют в тюрьму. Разработав хитроумный план побега, пленники выбираются из крепости, прихватив с собой генерала Куадри. При содействии местных партизан группа с боями, понеся потери, отрывается от немецкого преследования в труднопроходимой горной местности. К всеобщему разочарованию выясняется, что похищенный высокопоставленный офицер является двойником генерала Куадри, которого немцы держали в крепости вместо убитого ими итальянского генерала. Использовав двойника Куадри, оставшаяся часть группы заставляет итальянские войска повернуть своё оружие против немцев, тем самым выполнив главную цель своего задания.    

## В ролях
| Актёр            | Роль                                  |
| ---------------- | ------------------------------------- |
| Стюарт Грейнджер | майор Ричард Мейс                     |
| Раф Валлоне      | Роберто Рокка                         |
| Микки Руни       | Теренс Скэнлон                        |
| Эдд Бирнс        | Саймон Фелл                           |
| Генри Сильва     | Джон Даррелл                          |
| Шпела Розин      | Мила (в титрах — Миа Массини)         |
| Уильям Кэмпбелл  | Жан Саваль                            |
| Хельмо Киндерман | комендант немецкой крепости           |
| Энцо Фьермонте   | генерал Куадри                        |
| Нэн Моррис       | Стефана                               |
| Джулио Маркетти  | итальянский офицер                    |
| Крейг Марч       | Петар Марасович                       |
| Питер Коу        | Марко                                 |
| Хельмут Шнайдер  | капитан немецкого сторожевого корабля |
| Николас Ренд     | капитан рыбацкой лодки                |
| Тодд Уильямс     | лидер партизан                        |

## Съёмочная группа
- Режиссёр: Роджер Корман
- Продюсер: Джин Корман
- Сценарист: Р. Райт Кэмпбелл
- Оператор: Артур Арлинг
- Композитор: Хьюго Фридхофер